# 岡本真夜25th Anniversary BEST ALBUM〜Thanks a million〜
『25th Anniversary BEST ALBUM 〜Thanks a million〜』（トゥエンティーフィフス アニバーサリー ベストアルバム サンクス ア ミリオン）は岡本真夜5枚目のベスト・アルバム。

## 解説
岡本真夜歌手デビュー25周年を記念して発売されたオールタイム・ベストアルバム。
リマスタリング音源で高音質のUHQCDで発売された。

## 収録曲
CD
1. TOMORROW
2. FOREVER
3. Alone
4. そのままの君でいて
5. Smile
6. ANNIVERSARY
7. 想い出にできなくて
8. Destiny
9. 365日のLove song
10. 君だけのStory
11. アララの呪文
12. YELL 〜君の声〜
13. Happy Days
14. Mother 〜あなたに花束を〜
15. 笑顔のおまじない
16. 旅人よ

DVD
1. TOMORROW (2015年岡本真夜20th anniversary Tour 〜君だけのStoryがここに〜)
2. 君だけのStory
3. YELL 〜君の声〜
4. Happy Days
5. 笑顔のおまじない
6. ボクは太陽、君は月
7. 旅人よ
8. デビュー当時のオフショット (未発表)